# Почесні громадяни Бережан
Нижченаведений список почесних громадян Бережан складений за рішеннями сесій Бережанської міської ради.

## Почесні громадяни
Давніші звання отримали:
1. Євсевій Черкавський
2. Йосиф Теофіл Теодорович
3. Октав Петруський
4. Станіслав Відацький
5. Якуб Ксаверій Александер Потоцький
6. Ян Матейко

Після відновлення Незалежності:
1. Роман Смик — 1993
2. Володимир Савчак — 1993
3. Степан Дудар — 1995
4. Надія Волинець — 1996
5. Михайло Любунь — 1996
6. Богдан Лепкий — 1997
7. Андрій Чайковський — 1997
8. Микола Бездільний — 1998
9. Орест Гижа — 1998
10. Геннадій Мороз — 1998
11. Дмитро Мирон-Орлик — 1998
12. Богдан Стойко — 1999
13. Юрій Борець (Чумак) — 1999
14. Володимир Бемко — 2000
15. Михайло Клецор — 2000
16. Осип Ковшевич — 2000
17. Євстахій Манацький — 2000
18. Тетяна Осадца — 2000
19. Володимир Пришляк — 2000
20. Богдан Тихий — 2000
21. Василь Подуфалий — 2001
22. Іван Синишин — 2001
23. Тимотей Старух — 2001
24. Ярослав Старух — 2001
25. Маркіян Шашкевич — 2001
26. Василь Павліський — 2002
27. Галина Видойник — 2002
28. Ярослава Мазурак — 2004
29. Лев Бабій — 2004
30. Ярослав Гунька — 2004
31. Володимир Рокецький — 2006
32. Галина Дидик — 2009
33. Роман Шухевич — 2011
34. Степан Бандера — 2011
35. Зиновій Головацький — 2012
36. Лев Лепкий — 2012
37. Устим Голоднюк — 2014
38. Олександр Філь — 2014
39. Павло Макода — 2015
40. Іван Миськів — 2016
41. Олег Шупляк — 2016
42. Василь Савчук — 2019[1]
43. Віталій Скакун — 2022 (посмертно)[2]
44. Руслан Рудіч — 2022 (посмертно)[3]